# شهرستان شاه‌آباد
شهرستان شاه‌آباد (به ترکمنی: Şabat etraby، شاآبات اطرابیٛ) یک شهرستان در ترکمنستان است که در استان داش‌اغوز واقع شده‌است.
تا پیش از ۹ نوامبر ۲۰۲۲، این منطقه نام شهرستان صفرمراد نیازف (به ترکمنی: Saparmyrat Nyýazow adyndaky etraby، صاپارمیٛرات نیٛیازوف آدیٛنداقیٛ اطرابیٛ) را داشت. در این تاریخ، با حکم مجلس ترکمنستان، نام این شهرستان به «شاه‌آباد (شابات)» تغییر کرد. البته که دولت ترکمنستان در ریشه و معنای «شابات» توضیحی نداده است. اما، در فرهنگ لغت «جای‌نام‌شناسی» سلطان‌شاه آتانیازوف چاپ ۱۹۷۰ میلادی، اشاره شده است که در این منطقه آبادیی بوده است با نام «شاه‌آباد»، و اینکه این آبادی تحت عنوان دژی به دست انوشه‌خان خیوه پس از فتح مشهد و کوچاندن بعضی از اهالی آن، در این منطقه تاسیس شده بوده.

## تقسیمات اداری
شهرستان شاه‌آباد شامل یک شهر، یک شهرک، و پانزده شورای روستایی می‌باشد.
- شهرها (şäherler / شأهرلر)
  - شاه‌آباد (Şabat / شاآبات)

- شهرک‌ها (şäherçeler / شأهرچه‌لر)
  - ‌ سعدالله روزمتوف (Sadylla Rozmetow adyndaky / ساعدالله روْزمتوف آدیٛنداقیٛ)

- شوراهای روستایی (oba geňeşlikleri / اوْبا گنگشلیکلری)
  - آسوده‌لیق (Asudalyk / آسوُدالیٛق)
    - بوزقلعه (Bozgala / بوْزقالا)
    - تازه‌اصول (Täzeusul / تأزه‌اوُصوُل)
    - مایلی‌جنگل (Maýlyjeňňel / مایلیٛ‌جنگّل)

  - آلتین‌یول (Altynýol / آلتیٛن‌یوْل)
    - آغزی‌بیرلیک (Agzybirlik / آغزیٛ‌بیرلیک)
    - دیله‌وار (Dilewar / دیله‌وار)
    - شوریَر (Şorýer / شوْریَر)

  - برقرار (Berkarar / برقارار)
    - قلجان‌قلعه (Guljangala / قوُلجان‌قالا)

  - بوستان (Bossan / بوْسسان)
    - سکیز‌اویلی (Sekizöýli / سکیزاؤیلی)
    - شاه‌آباد (Şabat / شاآبات)
    - علی‌شیر نوایی (Alyşir Nowaýy adyndaky / علی‌شیر نوْواییٛ آدیٛنداقیٛ)
    - ماداورازباتیر (Mädorazbatyr / مأداوْرازباتیٛر)
    - هللنگ (Helleň / هللنگ)

  - بیرونی (Biruni adyndaky / بیروُنی آدیٛنداقیٛ)
    - باغبان (Bagban / باغبان)
    - مهین‌لی (Mehinli / مهین‌لی)
    - حاصلچی (Hasylçy / حاصیٛلچیٛ)
    - آلتمیش (Altmyş / آلتمیٛش)
    - انقلاب (Ynkylap / ایٛنقیٛلاپ)
    - بوز (Boz / بوْز)
      - حاصلچی (Hasylçy / حاصیٛلچیٛ)

    - دیوان‌بیگی (Diwanbegi / دیوان‌بگی)
    - ‌ سرحدآباد (Serhetabat / سرحت‌آبات)
    - قارقه‌لی (Gargaly / قارغالیٛ)

  - دیار (Diýar / دییار)
    - ابدال‌یاپ (Abdalýap / آبدال‌یاپ)
    - اغشاق (Ogşak / اوْغشاق)
    - آیاق‌کتلی (Aýakketli / آیاق‌کتلی)
    - قالقینیش (Galkynyş / قالقیٛنیٛش)

  - ‌ سعدالله روزمتوف (Sadylla Rozmetow adyndaky / ساعدالله روْزمتوف آدیٛنداقیٛ)
    - اسکندر خواجه‌یف (Isgender Hojaýew adyndaky / ایسگندر حوْجایف آدیٛنداقیٛ)
    - آق‌آلتین (Ak Altyn / آق‌آلتیٛن)
    - آلتین‌کول (Altynköl / آلتیٛن‌کؤل)
    - اویرات (Oýrat / اوْیرات)
    - برکت (Bereket / برکت)
    - بوستان (Bossan / بوْسسان)
    - پخته‌چی (Pagtaçy / پاغتاچیٛ)
    - چهارباغ (Çarbag / چارباغ)
    - دریالیق (Derýalyk / دریالیٛق)
    - دولت‌لی (Döwletli / دؤولت‌لی)
    - زاوود (کارخانه) (Zawod / زاووْد)
    - غیرت (Gaýrat / غایرات)
    - ‌ قیات (Kyýat / قیٛیات)
    - گلستان (Gülüstan / گوٚلوٚستان)
    - نوبهار (Nowbahar / نوْوباهار)
    - نوروز (Nowruz / نوْوروُز)
    - وطن (Watan / واطان)
    - یارمش (Ýarmyş / یارمیٛش)
    - یاشلیق (Ýaşlyk / یاشلیٛق)
    - ‌ ینگی‌یر (Ýaňyýer / یانگیٛ‌یر)
    - یولدوز (Ýyldyz / ییٛلدیٛز)

  - شادلیق (Şatlyk / شاتلیٛق) 
    - ازون‌کول (Uzynköl / اوُزیٛن‌کؤل)
    - ایوان‌چی (Eýwançy / ایوانچیٛ)
    - تازه‌بازار (Täzebazar / تأزه‌بازار)
    - جغتای (Çagataý / چاغاتای)
    - شاه‌آبادلی (Şabatly / شاآباتلیٛ)
    - شهرت (Şöhrat / شؤهرات)

  - شهرت (Şöhrat / شؤهرات)
    - بختیارلیق (Bagtyýarlyk / باغتیٛیارلیٛق)
    - بوئین‌لی (Buýanly / بوْیوُن‌لیٛ)
    - مدنیت (Medeniýet / مدنییت)

  - عدالت (Adalat  / عادالات)
    - قره‌پورسانگ (Garaporsaň / قاراپوْرسانگ)
    - قره‌وول‌تپه (Garawüldepe / قاراووٚل‌دپه)
    - قره‌یابی‌لی (Garaýabyly / قارایابیٛ‌لیٛ)

  - علی‌شیر نوایی (Alyşir Nowaýy adyndaky / علی‌شیر نوْواییٛ آدیٛنداقیٛ)
    - همزه‌شیخ (Hemzeşyh / همزه‌شیٛح)
    - دهقان‌آزاد (Daýhanazat / دایحان‌آزات)
    - قامش‌قاق (Gamyşkak / قامیٛش‌قاق)
    - قولان دوم (Ikinji Gulan / ایکینجی قوُلان)
    - قولان یکم (Birinji Gulan / بیرینجی قوُلان)
    - قوم‌قلعه (Gumgala / قوُم‌قالا)

  - غیرت (Gaýrat / غایرات)
    - الغ‌بیگ (Ulugbeg / اوُلوُغ‌بگ)
    - تازه‌دورموش (Täzedurmuş / تأزه‌دوُرموُش)
    - ‌جمشید (Jemşit / جمشیت)
    - ینگی‌یول (Ýaňyýol / یانگیٛ‌یوْل)

  - گلستان (Gülüstan / گوٚلوٚستان)
    - شرق (Şark / شارق)
    - عوض‌علی (Öwezaly / عؤوض‌علی)
    - فراغت (Parahat / پاراحات)
    - یولداش احمدوف (Ýoldaş Ahmedow adyndaky / یوْلداش احمدوف آدیٛنداقیٛ)

  - نوبهار (Nowbahar / نوْوباهار)
    - بش‌مرگن (Bäşmergen / بأش‌مرگن)
    - تازه‌یول (Täzeýol / تأزه‌یوْل)
    - رزوم‌بوی (Rozumboý / روْزوُم‌بوْی)
    - شیخ‌قلعه (Şyhgala / شیٛح‌قالا)
    - قره‌مان‌لی (Garamanly / قارامان‌لیٛ)
    - گلزار (Gülzar / گوٚلزار)